# Masdevallia alvaroi
Masdevallia alvaroi är en orkidéart som beskrevs av Carlyle August Luer och Rodrigo Escobar. Masdevallia alvaroi ingår i släktet Masdevallia och familjen orkidéer.
Artens utbredningsområde är Colombia. Inga underarter finns listade i Catalogue of Life.